# Clásica Súper 8
La Clásica Súper 8 (oficialmente: Super 8 Classic) es una carrera ciclista de un día que se disputa en Bélgica
Se creó en 2009 como amateur y durante esos años se disputó a mediados del mes de mayo. Desde 2011 es profesional, disputándose a mediados del mes de septiembre, formando parte del UCI Europe Tour, primero dentro de la categoría 1.2 (última categoría del profesionalismo) y entre 2012 y 2014 dentro de la categoría 1.1. Desde 2015 hasta 2019 la carrera estuvo categorizada 1.HC y en 2021 pasó a formar parte del UCI ProSeries como carrera 1.Pro.

## Palmarés

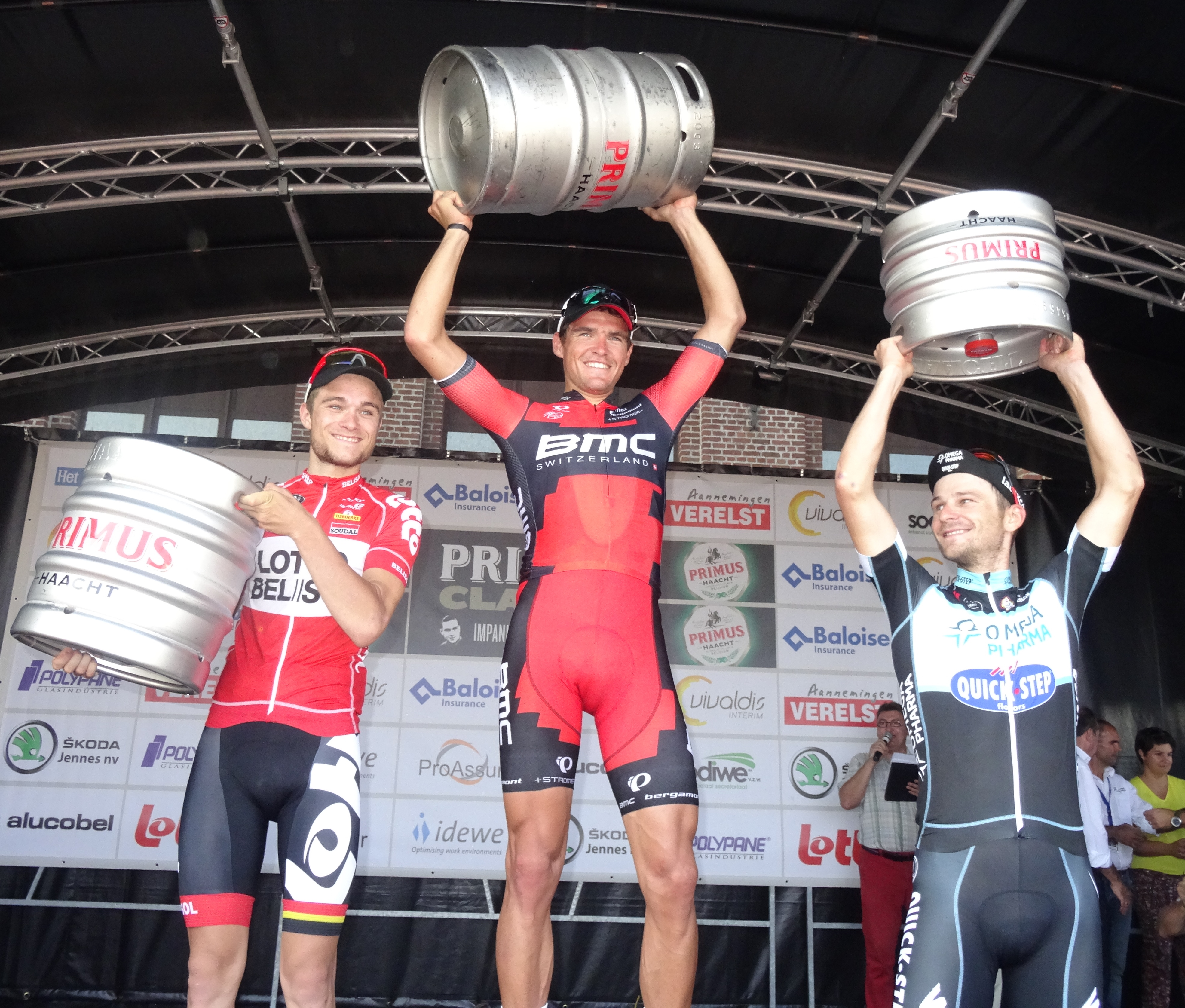
2014 : Tosh Van der Sande (2), Greg Van Avermaet (1) et Michał Gołaś (3).

### Ediciones amateur
| Año  | Ganador           | Segundo        | Tercero         |
| ---- | ----------------- | -------------- | --------------- |
| 2009 | Maxim Debusschere | Gregory Joseph | Jurgen François |
| 2010 | Joeri Clauwaert   | Jo Maes        | Niels Reynvoet  |

### Ediciones profesionales
| Año                                                | Ganador              | Segundo             | Tercero             |
| -------------------------------------------------- | -------------------- | ------------------- | ------------------- |
| Gran Premio Impanis-Van Petegem                    |                      |                     |                     |
| 2011                                               | Sander Cordeel       | Maarten Craeghs     | Kiril Pozdniakov    |
| 2012                                               | André Greipel        | Kevyn Ista          | Kevin Peeters       |
| 2013                                               | Sep Vanmarcke        | Pieter Weening      | Jérôme Baugnies     |
| 2014                                               | Greg Van Avermaet    | Tosh Van der Sande  | Michał Gołaś        |
| Classic Impanis-Van Petegem                        |                      |                     |                     |
| 2015                                               | Sean De Bie          | Dimitri Claeys      | Floris Gerts        |
| 2016                                               | Fernando Gaviria     | Timothy Dupont      | Maximiliano Richeze |
| 2017                                               | Matteo Trentin       | Jean-Pierre Drucker | André Greipel       |
| 2018                                               | Taco van der Hoorn   | Huub Duijn          | Frederik Frison     |
| 2019                                               | Edward Theuns        | Pascal Ackermann    | Jasper De Buyst     |
| 2020 edición cancelada por la Pandemia de COVID-19 |                      |                     |                     |
| 2021                                               | Florian Sénéchal     | Tosh Van der Sande  | Jasper Stuyven      |
| 2022                                               | Jordi Meeus          | Arnaud Démare       | Max Kanter          |
| 2023                                               | Mathieu van der Poel | Anthony Turgis      | Florian Vermeersch  |
| 2024                                               | Filippo Baroncini    | Rick Pluimers       | Rui Oliveira        |

## Palmarés por países
| País         | Victorias |
| ------------ | --------- |
| Bélgica      | 8         |
| Países Bajos | 2         |
| Italia       | 2         |
| Alemania     | 1         |
| Colombia     | 1         |
| Francia      | 1         |